# Х-47М2 «Кинджал»
Х-47М2 «Кинджа́л» (кирилична «Х» у індексі, рос. Кинжал; кодове ім'я НАТО — AS-24 Killjoy) — російська аеробалістична ракета з можливістю нести ядерний заряд. Після успішних випробувань комплекс прийнятий на озброєння і з 1 грудня 2017 року став на бойове чергування на аеродромах Південного військового округу.
Ракету, імовірно, створено на основі 9К720 «Іскандер-М». Часто називають гіперзвуковою ракетною системою, що не зовсім коректно, оскільки попри те, що майже всі балістичні ракети досягають гіперзвукової швидкості на певних етапах польоту, ця система не є ані гіперзвуковим глайдером, ані гіперзвуковою крилатою ракетою.

## Історія
Уперше широкій публіці про його появу в березні 2018 року повідомив президент Росії Володимир Путін, також показали відео випробувань.
У них сказано, що роль літака-носія виконує надзвуковий винищувач-перехоплювач дальнього радіуса дії МіГ-31К, а ракета після скидання в заданій точці летіла далі з гіперзвуковою швидкістю, перевищуючи швидкість звуку в 10 разів, здійснюючи при цьому маневрування на всіх ділянках траєкторії польоту, що однак не дозволяє їй гарантовано долати всі наявні системи протиповітряної і протиракетної оборони.
На думку головнокомандувача Повітряно-космічних сил Росії Сергія Суровікіна, створення авіаційного ракетного комплексу з високоточною аеробалістичною ракетою «Кинджал» стало важливим проривом у розробці гіперзвукових систем озброєння.
Окрім модифікованого МіГ-31, пусковою платформою ракет комплексу «Кинджал» може слугувати й літак стратегічної авіації Ту-22М3.

## Конструкція
За габаритами та зовнішнім виглядом ракета комплексу «Кинджал» подібна до балістичних ракет ОТРК «Іскандер».
Уперше ракетну систему представили з використанням модифікованого МіГ-31 як ракетоносія. У липні 2018 року агенція ТАРС повідомила про роботу над інтеграцією системи «Кинджал» з бомбардувальником Ту-22М. Імовірно один Ту-22М буде здатен нести 3 ракети системи «Кинджал» (подібно до крилатих ракет Х-22), а бойовий радіус зросте з 2000 до 3000 кілометрів.
МіГ-31К здатний нести одну таку ракету й уражати цілі на відстані 2000 кілометрів.
У серпні 2022 року оголошено про перехід на носії МиГ-31И, головна відмінність від МиГ-31К якого полягає в наявності цифрової системи управління, що в автоматичному режимі без участі пілота виводить літак на потрібну траєкторію та в точно розрахований момент запускає ракету.
На літаках Ту-22М3 можна встановити 4 ракети «Кинджал», дальність польоту в цьому випадку нібито перевищить 3000 км.
Заявлена максимальна швидкість ракети — до 4080 м/c (14 688 км/год). Висота польоту в момент досягнення гіперзвукової швидкості нібито становить 20 км, а маса бойової частини — 500 кг.

## Тактико-технічні характеристики
- Носій (Пускова установка): МіГ-31 / Су-57 (перспективний носій) та Ту-22М
- Ракета: гіперзвукова з ядерним або звичайним боєзарядом
  - Максимальна дальність ураження: понад 2 000 км (понад 3 000 км на Ту-22М)
  - Максимальна швидкість: М = 10 (~ 12 350 км/год)
  - Тип двигуна: маршовий

## Бойове застосування
15 лютого 2022 року російські МіГ-31К з ракетами «Кинджал» і бомбардувальники Ту-22М3 прибули до військової бази Хмеймім в Сирії для участі у навчаннях ВМС у Середземному морі.

### Російсько-українська війна
18 березня 2022 року, під час війни проти України, російське Міністерство оборони повідомило, що ракети комплексу «Кинджал» використали для знищення підземного військового складу неподалік м. Делятина на Івано-Франківщині. Проте поширений російським міністерством оборони відеоролик відзнятий з розвідувального БПЛА «Орлан-10», на якому начебто мав бути показаний момент удару, насправді показав удар по фермерському господарству на сході України. Окрім цього, на супутникових знімках видно, що це господарство вже зазнавало звичайних артилерійських ударів до зняття відео. Міністерство оборони України підтвердило удар по складах, проте встановити точний зразок озброєнь, яким його завдали, не змогло. За словами міністерства, Україна стала «полігоном для випробування всього арсеналу ракетного озброєння Росії».
9 травня 2022 року з літаків стратегічної авіації Ту-22М3 по цивільних об'єктах в Одеській області запущено три ракети комплексу «Кинджал». Внаслідок удару поранено двох людей і спричинено руйнування 5 будівель туристичної інфраструктури. Обстрілом того ж дня ракетами Х-22 знищено ТРЦ Рів'єра. За даними Пентагону, від початку повномасштабного вторгнення і до 9 травня 2022 року, російські війська запустили по території України від 10 до 12 гіперзвукових ракет.
7 серпня 2022 року за допомогою ракет комплексу «Кинджал» обстріляли об'єкти у Вінницькій області. Наступного дня Командування Повітряних сил Збройних сил України повідомило, що тактико-технічні характеристики цієї ракети не дозволяють наявним в Збройних Силах України засобам протиповітряної оборони ефективно виявляти та знищувати її.
14 вересня 2022 року в Туркменському окрузі Ставропольського краю поблизу села Кендже-Кулак з невідомих причин впала така ракета. За повідомленнями місцевих ЗМІ, збили український БПЛА; втім, це спростували OSINT-дослідники. Постраждали 6 людей, що може свідчити про детонацію через деякий час після падіння.

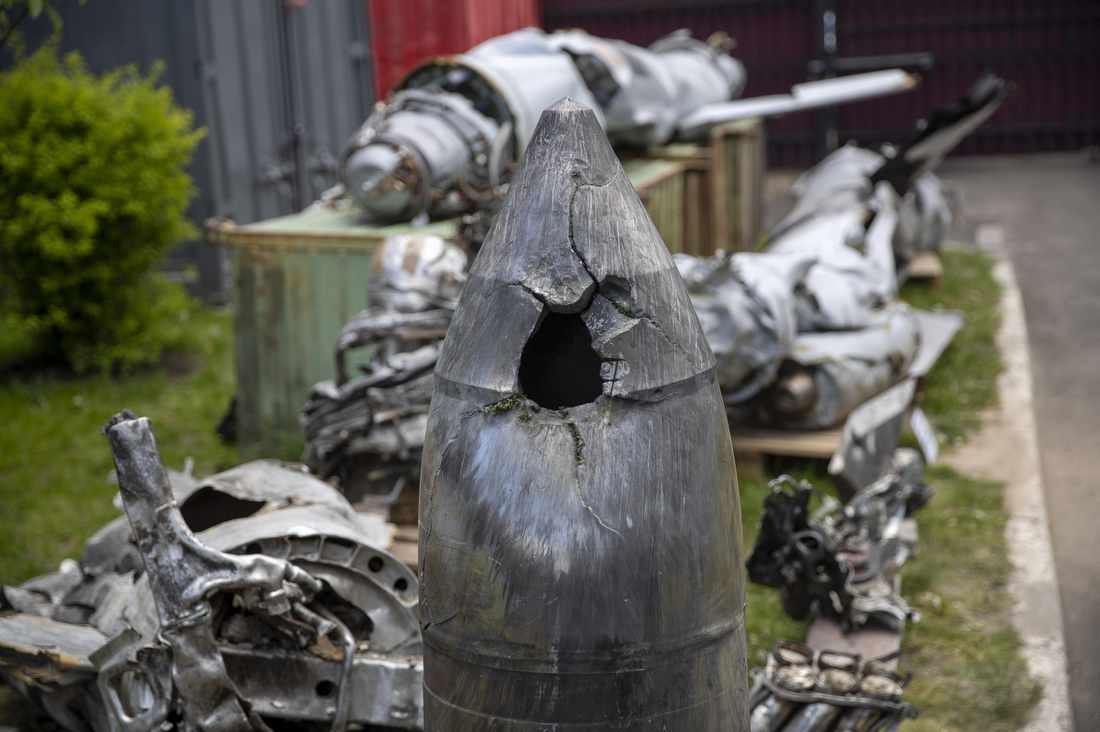
Бойова частина збитої 4 травня 2023 року над Києвом ракети

4 травня 2023 року вперше повідомлено про вдале перехоплення «Кинджала». Російську ракету, яку випустив МіГ-31К з території Росії, перехопили українські сили протиповітряної оборони в небі над Київщиною. За заявою генерал-лейтенанта ПС ЗСУ Миколи Олещука, ракету збили за допомогою американського ЗРК Patriot. У виданні Defense Express опублікували й ідентифікували уламки. Факт перехоплення «Кинджала» комплексом Patriot також підтвердили урядові джерела США та офіційно речник Пентагону. Військовий оглядач Андрій Тарасенко та оглядач групи «Інформаційний спротив» Олександр Коваленко ідентифікували бойову частину проникного типу подібну до БетАБ-500ШМ. Рештки такої самої бойової частини були знайдені на місці падіння ракети у вересні 2022 року в Ставропольському краї.
16 травня 2023 року Командування Повітряних сил ЗСУ заявило про збиття 27 повітряних цілей в ході нічної ракетної атаки на Київ, серед яких 6 «Кинджалів». Уламки ракет впали в Солом'янському, Шевченківському, Святошинському, Оболонському та Дарницькому районах столиці. Деякі уламки впали на територію Київського зоопарку неподалік вольєрів з птахами та єнотами, але минулось без постраждалих.
16 червня 2023 року Командування Повітряних сил ЗСУ заявило про збиття ще шести аеробалістичних ракет «Кинджал», які летіли на Київ.
За словами Юрія Ігната, станом на кінець листопада 2023 року, протиповітряна оборона України збила 15 ракет «Кинджал».

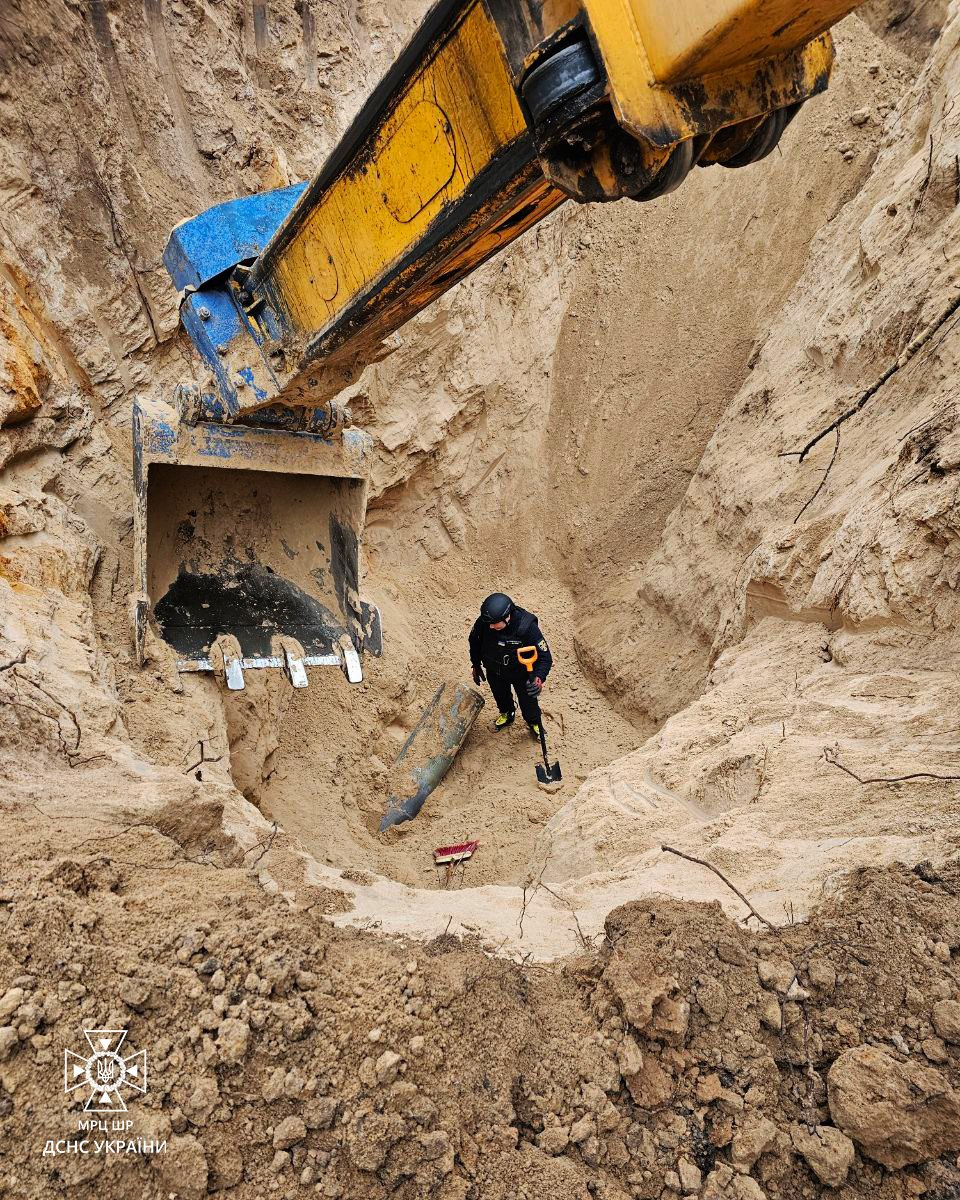
Піротехніки ДСНС відкопують бойову частину ракети «Кинджал» після обстрілу 2 січня 2024 року, Шевченківський район Києва, 5 січня 2024 року

2 січня 2024 під час масованого обстрілу Росія застосувала рекордні 10 ракет «Кинджал» у поєднанні з понад 70 крилатими ракетами та обманками й 15 дронами Shahed-131/136. ПС ЗСУ заявили про збиття всіх. За оцінками Forbes, атака обійшлась Росії у приблизно 620 млн доларів, з яких 150 млн — вартість «Кинджалів».
24 березня 2024 під час масованого обстрілу Львівщини Росія застосувала 2 ракети «Кинджал» по об'єкту критичної інфраструктури.[джерело?]
| Дата            | Опис | Збито/запущено | Джерела              |
| --------------- | --- | -------------- | -------------------- |
| 18 березня 2022 | Ймовірно, перше застосування за час вторгнення, див. вище                                                         | 0/?            |                      |
| 9 травня 2022   | див. вище | 0/3            |                      |
| 7 серпня 2022   | див. вище | 0/?            |                      |
| 26 січня 2023   | Див. Масований ракетний обстріл України 26 січня 2023                                                             | 0/2            | [ 42 ] [ 43 ]        |
| 9 березня 2023  | Див. Масований ракетний обстріл України 9 березня 2023                                                            | 0/6            | [ 44 ]               |
| 4 травня 2023   | Вперше збито ракету цього типу (див. вище)                                                                        | 1/?            |                      |
| 16 травня 2023  | Заявлено про збиття 6 ракет «Кинджал», а також 9/9 «Калібрів», 3/3 «Іскандер» або С-400, які летіли на Київ       | 6/6            | [ 34 ]               |
| 16 червня 2023  | Заявлено про збиття 6 ракет «Кинджал», а також 6 «Калібрів», які летіли на Київ                                   | 6/6            | [ 36 ]               |
| 11 серпня 2023  | Заявлено про збиття 1 ракети над Києвом, решта влучили в районі аеродрому Коломия, в тому числі у житловий сектор | 1/4            | [ 45 ]               |
| 14 грудня 2023  | Заявлено про запуск ракет у бік Старокостянтинова та збиття однієї ракети над Києвом                              | 1/3            | [ 46 ]               |
| 2 січня 2024    | Див. Масований ракетний обстріл України 2 січня 2024                                                              | 10/10          | [ 39 ] [ 40 ] [ 41 ] |
| 24 березня 2024 | 2 ракети вцілили в об'єкт критичної інфраструктури в Стрию                                                        | 0/2            | [ 47 ]               |